# Lake Isabella (Kalifornija)
Lake Isabella je naseljeno područje za statističke svrhe u američkoj saveznoj državi Kalifornija. Prema popisu stanovništva iz 2010. u njemu je živjelo 3.466 stanovnika.